# Niayes Football Club
Niayes Football Club est un club sénégalais de football basé à Mboro, dans la région de Thies

## Histoire
Le club a été créé par la société des Industries chimiques du Sénégal, d’où il tient son nom L'Entente Taiba Industries Chimiques du Sénégal, 
L’équipe a joué plusieurs années en Division 1, en 1989, elle termine à la deuxième place du championnat, et participe à son premier parcours africain, à la Coupe de l'UFOA 1990, elle échoue au premier tour.
À la suite de la réduction du nombre d’équipes de 16 à 14, l’équipe de l’Etics de Mboro qui avait fini à la 6e place du groupe B est relégué en Division 2, avant de revenir en 2000, après avoir remporté le championnat de D2 1999, elle sera reléguée la même saison, puis remportera une deuxième fois le championnat de D2 en 2001, puis de nouveau reléguée la saison 2002, elle peine à s’installer en division 1 et à retrouver son niveau d'antan, jusqu’en 2004 , où elle est promue en D1 une saison.
Sept ans après en 2010, le club devait être promu et jouer la finale des champions, mais à cause d’une pénalité à cause d’un joueur inéligible, face à l’équipe de Darha FC, il termine 2e du groupe B . Il est relégué en Championnat du Sénégal de football de deuxième division 2018-2019, puis une nouvelle fois en 2022-2023 pour descendre en Championnat du Sénégal de football de quatrième division.
En 2023, le club change de nom pour devenir le Niayes Football Club.
En 2025, il est relégué en cinquième division régionale.

## Palmarès
- Ligue 1
  - Vice-champion : 1989
- Ligue 2
  - Champion : 1999, 2001 et 2004